# شعاب اصطناعي

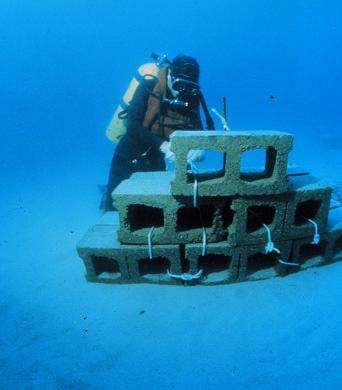
شعاب اصطناعي تم بنائه عن طريق كتلة خرسانية.

الشِعاب الاصطناعي أو الشِعاب المرجاني الاصطناعي (بالإنجليزية: Artificial reef)، هو عبارة عن هيكل تحت الماء يكون من صُنع الإنسان يتم بناؤه عادةً لتعزيز الحياة البحرية في المناطق ذات القاع السطحي، للسيطرة على التعرية، أو منع مرور السفن، أو تحسين ركوب الأمواج. تحد هذه الشعاب من انجراف التربة بالبحر و توفر الأسطح الصلبة لترتبط الطحالب واللافقاريات والمرجان، والمحار؛ حتى يُسبب تراكم هذه الأحياء بنية تجلب تجمعات الأسماك.
يتم بناء العديد من الشعاب المرجانية باستخدام أشياء تم بناؤها لأغراض أخرى، مثل منصات النفط، والسفن التالفة التي لم تعد صالحة للاستعمال، أو عن طريق نشر الأنقاض أو حطام البناء. وكذلك أيضاً يتم بناء الشعاب المرجانية الصناعية المُخصصة (مثل كرات الشعاب المرجانية) من الخرسانة مثلاً. وقد تصبح حطام السفن شعاباً اصطناعية عند حفظها على قاع البحر.

## روابط خارجة
- منظمة الشعاب المرجانية نسخة محفوظة 24 يوليو 2017 على موقع واي باك مشين.